# Neuville-aux-Bois
Neuville-aux-Bois là một xã trong tỉnh Loiret, vùng Centre-Val de Loire bắc trung bộ nước Pháp. Xã này nằm ở khu vực có độ cao từ 118-142 mét trên mực nước biển.